# Tove Jansson
Tove Marika Jansson (pronunciaciónⓘ; Helsinki, 9 de agosto de 1914-ibidem, 27 de junio de 2001) fue una escritora, ilustradora, historietista y pintora finesa en idioma sueco —el sueco es minoritario en Finlandia, pero se habla bastante en algunas zonas costeras—. Es particularmente conocida por su obra para niños y, sobre todo, por haber creado los personajes de la familia Mumin. Estos figuran entre los grandes éxitos internacionales de la literatura de Finlandia, solo por debajo de las obras de Mika Waltari y el Kalevala.

## Biografía

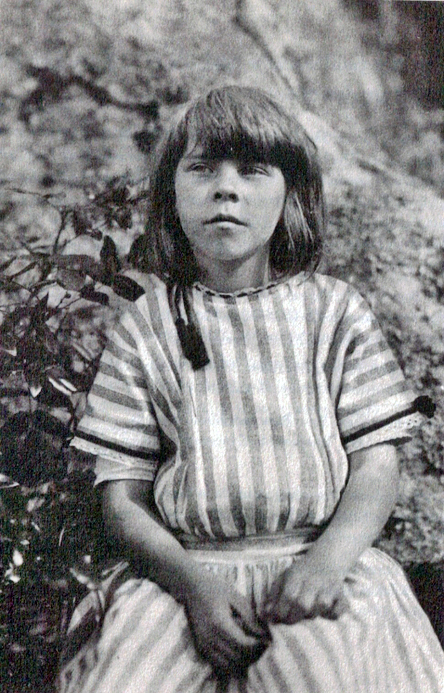
La pequeña Tove (9 años).

Tove Jansson nació en Helsinki (Finlandia), que era entonces parte del Gran Ducado de Finlandia. Su familia, perteneciente a la minoría sueca de Finlandia, era una familia de artistas: su padre Viktor Bernhard Jansson era escultor, y su madre Signe Hammarsten era diseñadora gráfica e ilustradora. Los hermanos de Tove también siguieron carreras artísticas: Per Olov la de fotógrafo y Lars la de escritor e historietista. Su hogar también era, con frecuencia, excéntrico y ruidoso. Con un tití como mascota de la familia, y una niñera que leía a Platón, probablemente estas peculiares pero queridísimas figuras se convirtieran en los modelos de sus personajes soñadores y filósofos que pueblan su mundo de ficción.
Se formó en Konstfack, la Escuela Superior de Arte, Artesanía y Diseño de Estocolmo, entre 1930 y 1933, en la Escuela de Artes Gráficas de la Academia Finlandesa de Bellas Artes entre 1933 y 1937 y, finalmente, en L'École d'Adrien Holy y L'École des Beaux-Arts de París en 1938. Exhibió diversas obras en exposiciones de los años 1930 y de los primeros 40, y realizó su primera exposición en solitario en 1943. 
Tove Jansson escribió e ilustró su primer libro de los Mumin, Småtrollen och den stora översvämningen, en 1945, durante la Segunda Guerra Mundial. Más tarde comentó que la guerra la deprimía, y que quería escribir sobre algo naïf e inocente. Este primer libro tuvo muchas reseñas, pero los dos siguientes, Kometjakten (La llegada del cometa, 1946) y Trollkarlens hatt (La familia Mumin, 1948), la hicieron famosa. Continuó escribiendo seis libros más de los Mumin, varios libros de ilustraciones y tiras cómicas. Su fama se difundió rápidamente, y pronto se convirtió en la escritora finesa más leída en el extranjero. En 1966 obtuvo el Premio Hans Christian Andersen de literatura infantil, por el conjunto de su obra.

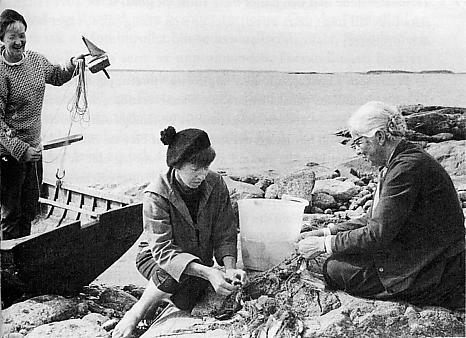
Tove Jansson, su pareja Tuulikki Pietilä y su madre Signe Hammarsten en la playa, en 1956.

Jansson continuó pintando y escribiendo el resto de su vida, aunque sus contribuciones al mundo de los Mumin fueron raras desde los primeros años 1970. Su primera incursión fuera de la literatura infantil fue Bildhuggarens dotter (La hija del escultor), un libro semiautobiográfico escrito en 1968. Desde entonces firmó varias novelas más, entre las que destaca Sommarboken (El libro del verano, 1972), y cinco colecciones de historias cortas.
Aunque tenía un estudio en Helsinki, pasó gran parte de su vida con su pareja, la artista gráfica Tuulikki Pietilä, en una pequeña isla llamada Klovharu, una de las islas Pellinge, en el golfo de Finlandia, cerca de la ciudad de Porvoo.

## Obra

### Pintura
Aunque saltó a la fama en primer lugar como escritora, Tove Jansson consideraba sus carreras de escritora y pintora de la misma importancia. Pintó toda su vida, en la que su estilo fue cambiando del impresionismo clásico de su juventud al estilo modernista fuertemente abstracto de sus últimos años. Jansson expuso un gran número de obras durante los años 1930 y 40, y su primera exposición en solitario se celebró en 1943. A pesar de sus notas generalmente positivas, la crítica indujo a Jansson a refinar su estilo de forma que en su exposición de 1955 se había hecho menos sobrecargado en detalles y contenido. Entre 1960 y 1970 Jansson celebró cinco exposiciones más en solitario.
Jansson también creó durante su carrera varios murales por encargo y trabajos públicos que aún pueden ser apreciados en su ubicación original. Entre otros, Jansson creó trabajos para:
- la cantina de la fábrica de Strömberg en Pitäjänmäki (1945);[3]
- el hospital infantil Aurora en Helsinki;[4]
- el restaurante Kaupunginkellari en la casa consistorial de Helsinki;[4]
- el hotel Seurahuone en Hamina;[3]
- el retablo de El sabio y las vírgenes insensatas en la iglesia de Teuva (1954);[3]
- varios murales sobre cuentos de hadas en colegios y guarderías, entre los que destaca el de la guardería de Pori (1984).[3]

### Historieta e ilustración
Tove Jansson dibujó sus primeras tiras para campañas publicitarias: Lunkentus (Prickinas och Fabians äventyr, 1929), Vårbrodd (Fotbollen som Flög till Himlen, 1930) y Allas Krönika (Palle och Göran gå till sjöss, 1933).
Poco después empezó a trabajar de manera regular como ilustradora e historietista para la revista satírica en sueco Garm desde los años 1930 hasta 1953. Una de sus tiras cómicas de tema político alcanzó una breve fama internacional: retrató a Adolf Hitler como un bebé llorón en pañales, rodeado por Neville Chamberlain y otros grandes líderes europeos, que intentan calmar al bebé dándole trozos de pastel (Austria, Polonia, Checoslovaquia...). También produjo ilustraciones durante este periodo para las revistas navideñas Julen y Lucifer (para las que había trabajado previamente su madre) así como varias producciones más pequeñas.
Ilustró traducciones al sueco de clásicos como El hobbit, de J. R. R. Tolkien, o Las aventuras de Alicia en el país de las maravillas y La caza del Snark, de Lewis Carroll. Algunas de estas ilustraciones se usaron también en traducciones al finés. También ilustró su trabajo posterior El libro del verano (1972).

### Los Mumin

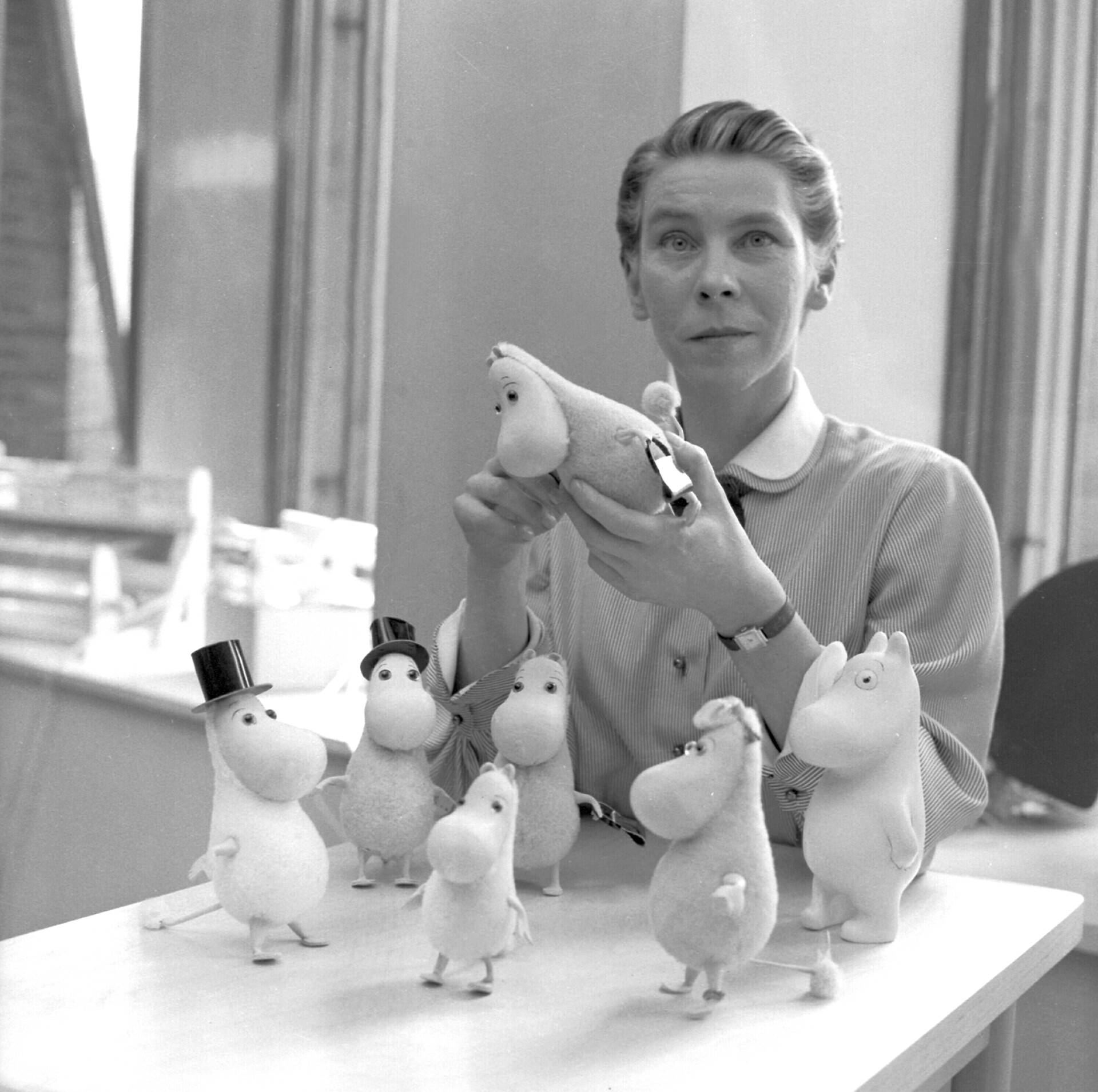
Tove Jansson en 1956 con muñecos de la familia Mumin.

La fama de Jansson se debe principalmente a sus libros de los Mumin, historias para niños protagonizadas por una familia de troles blancos, cubiertos de pelo y de apariencia redondeada, y con grandes hocicos que les hacen asemejarse remotamente a hipopótamos.
El nombre «Mumin» procede de un tío de Tove Jansson: cuando estudiaba en Estocolmo y vivía con sus parientes suecos, su tío Einar Hammarsten intentó que dejara de sisar comida diciéndole que vivía «un Moomintroll» en el armario de la cocina, que soplaba aire frío en los cuellos de la gente. La figura del trol Mumin apareció por primera vez en las tiras políticas de Jansson, usada como rúbrica junto al nombre de la artista. Este «Protomumin», llamado Snork o Niisku, era delgado y feo, con una nariz larga y delgada y una cola diabólica. Jansson ha contado como diseñó los Mumin en su juventud: tras perder un debate filosófico sobre Immanuel Kant con uno de sus hermanos, dibujó «la criatura más fea imaginable» en la pared de su cuarto de baño y escribió bajo ella «Kant». Este primer boceto de Mumin fue ganando peso y una apariencia más apacible, pero en el primer libro de los Mumin Småtrollen och den stora översvämningen (Los Mumin y la gran inundación), todavía es perceptible el Mumin Kant.

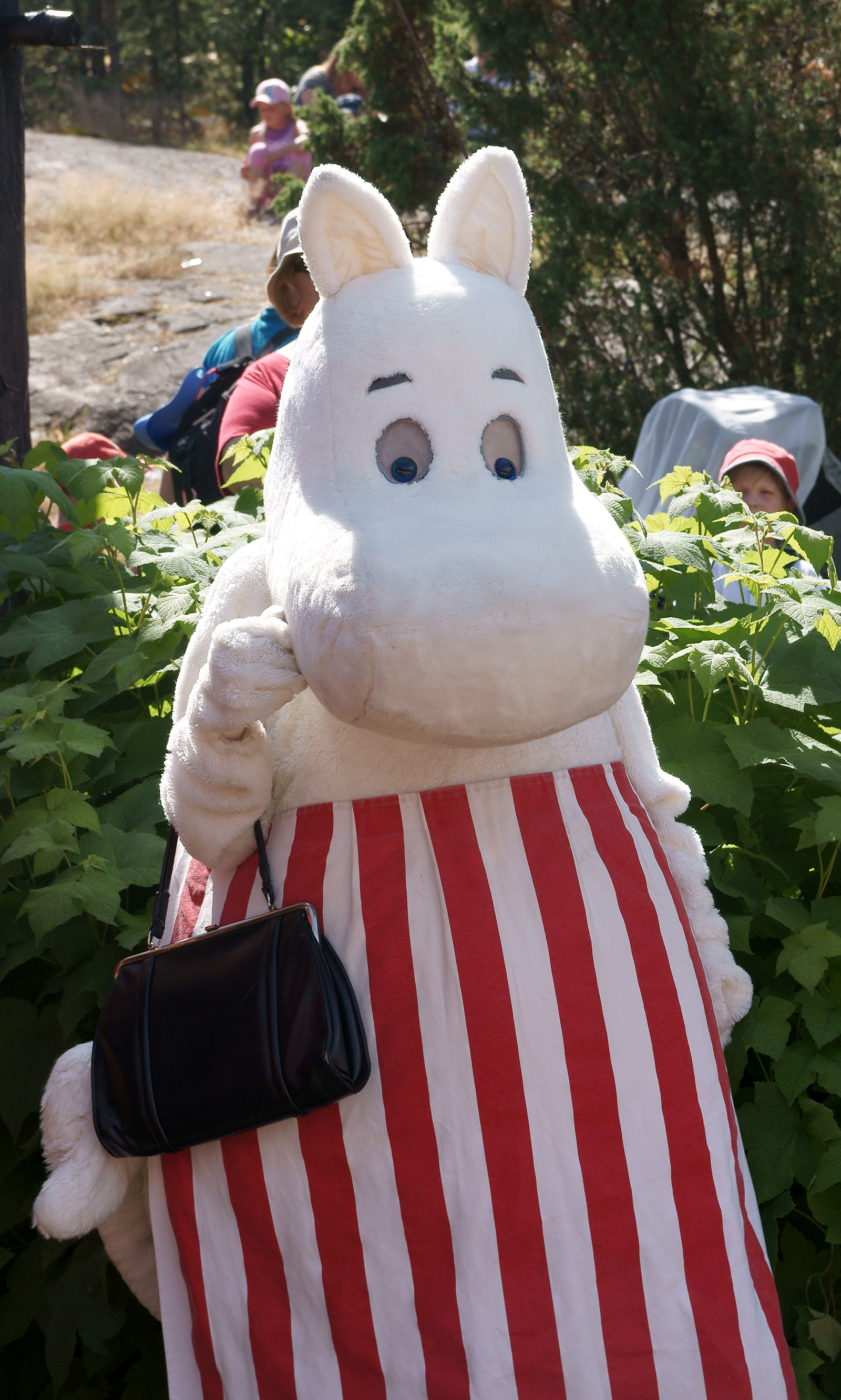
Persona disfrazada de Mamá Mumin en el parque temático de Mundo Mumin en Naantali (Finlandia).

Ese primer libro de los Mumin fue escrito en 1945. Aunque los protagonistas ya son el trol Mumin y Mamá Mumin, la mayoría de los personajes principales de las historias posteriores se introdujeron en el siguiente libro, por lo que Småtrollen och den stora översvämningen se considera habitualmente una «precuela» a la serie principal. Además, este primer libro no fue ningún éxito, por lo que fue el último en traducirse al inglés, y ni siquiera lo ha sido al español. Sin embargo, los dos siguientes, Kometjakten (La llegada del cometa, 1946) y Trollkarlens hatt (La familia Mumin, 1948), llevaron a Jansson a la fama.
El estilo de los libros de los Mumin fue cambiando con el paso del tiempo. Así, los primeros son historias de aventuras con inundaciones, cometas y otros eventos sobrenaturales. Småtrollen och den stora översvämningen trata de Mamá Mumin y el trol Mumin que atraviesan un oscuro y tenebroso bosque en el que encuentran varios peligros. En La llegada del cometa, un cometa casi destruye el valle Mumin: algunos críticos han considerado este argumento una alegoría de las armas nucleares. La familia Mumin trata de las aventuras desencadenadas por el descubrimiento del sombrero de un mago. Muminpappas bravader (Las memorias de Papá Mumin, 1950) cuenta la historia de la juventud aventurera de Papá Mumin, parodiando el género de las memorias. Farlig midsommar (Una noche de San Juan bastante loca, 1954) busca situaciones divertidas en el mundo del teatro: los Mumin exploran un teatro vacío, y representan en él un pomposo melodrama en hexámetros compuesto por Papá Mumin.
En 1952, tras la traducción al inglés de Kometjakten y Trollkarlens hatt, un editor británico preguntó a Tove Jansson si estaría interesada en dibujar tiras cómicas sobre los Mumin. Jansson, que ya había dibujado un largo comic book de los Mumin para el periódico en sueco Ny Tid, titulado Mumintrollet och jordens undergång (Los Mumin y el fin del mundo) y remotamente basado en Kometjakten, aceptó rápidamente la idea. La tira cómica Moomintroll, se empezó a publicar en 1954 en el Evening News, un periódico de la zona de Londres que ya no se publica. Tove Jansson dibujó también 21 historias largas de los Mumin entre 1954 y 1959, al principio con guiones propios y más adelante con los de su hermano Lars. En aquel entonces Tove dejó la tira, porque el trabajo diario no le dejaba tiempo para escribir libros ni pintar, pero Lars continuó con ella en solitario hasta 1975. La serie completa de historietas ha sido publicada en siete volúmenes en sueco entre 1977 y 1981.
Trollvinter (La familia Mumin en invierno, 1957) marcó un giro importante en la serie de libros. Las historias toman una trama más «realista» (en el contexto del universo Mumin, naturalmente) y los personajes empiezan a adquirir cierta profundidad psicológica. La familia Mumin en invierno trata del despertar fortuito del trol Mumin en medio del invierno (los Mumin hibernan de noviembre a abril), y de sus dificultades para tratar con el extraño e inhóspito mundo que se encuentra. La colección de historias cortas Det osynliga barnet och andra berättelser (La niña invisible, 1962) y las novelas Pappan och havet  (1965) y Sent i November (1970) son libros serios y con una psicología profunda, muy alejados del humor ligero de La familia Mumin.
Por la fama que había adquirido la serie con el tiempo, dos de sus primeros libros fueron revisados por la autora y reeditados en 1968: Kometjakten, con el nuevo título de Kometen kommer; y Muminpappas bravader, con el nuevo título de Muminpappans memoarer.
Además de las novelas y las historietas, Tove Jansson completó el mundo de los Mumin escribiendo e ilustrando cuatro libros de dibujos muy originales y populares: Hur gick det sen? Boken om Mymlan, Mumintrollet och Lilla My (1952), Vem ska trösta Knyttet? (1960), Den farliga resan (1977) y Skurken i Muminhuset (1980, con fotografías de su hermano Per Olov); y un cancionero: Visor från Mumindalen (1993, junto a su hermano Lars y a Erna Tauro).

### Resto de obra literaria
Tras Sent i November, Tove Jansson dejó de escribir sobre los Mumin y se dedicó a la literatura para adultos. Sommarboken (El libro del verano, 1972) es su obra más conocida de ficción para adultos, y la única traducida al español. Es un trabajo lleno de encanto, delicadeza y simplicidad, que describe la estancia veraniega en una isla de una joven y su abuela.

### Teatro
Se han producido varias adaptaciones teatrales de las obras de los Mumin, y de entre éstas, en alguna se involucró Jansson personalmente. La primera fue una versión teatral de La llegada del cometa, representada en 1949 en el Åbo Svenska Teater. En los primeros años 1950, Jansson colaboró en unas representaciones infantiles de los Mumin con Vivica Bandler. En 1974 se produjo una ópera de los mumin, con música compuesta por Ilkka Kuusisto.
Por otra parte, en 1952 Jansson diseñó escenografía y vestuario para Pessi e Illusia, un ballet de Ahti Sonninen que se representó en la Ópera Nacional de Finlandia. Hacia 1958, Jansson se empezó a involucrar directamente en el teatro, y como Lilla Teater produjo Troll i kulisserna, una obra con letras de Jansson y música compuesta por Erna Tauro. La producción fue un éxito, y se llegó a representar en Suecia y Noruega.

### La familia Mumin

#### Novelas
- 1945: Småtrollen och den stora översvämningen;
- 1946: Kometjakten (revisado y reeditado en 1968 con el título Kometen kommer);
- 1948: Trollkarlens hatt;
- 1950: Muminpappas bravader (revisado y reeditado en 1968 con el título Muminpappans memoarer);
- 1954: Farlig midsommar;
- 1957: Trollvinter;
- 1965: Pappan och havet;
- 1970: Sent i November.

#### Colecciones de historias breves
- 1962: Det osynliga barnet och andra berättelser.

#### Libros de ilustraciones
- 1952: Hur gick det sen? Boken om Mymlan, Mumintrollet och Lilla My;
- 1960: Vem ska trösta Knyttet?;
- 1977: Den farliga resan;
- 1980: Skurken i Muminhuset (con fotografías de su hermano Per Olov);
- 1993: Visor från Mumindalen (junto a su hermano Lars y a Erna Tauro).

#### Historietas
- 1977-1981: Mumin (volúmenes 1 a 7, a partir del tercero en colaboración con su hermano Lars).

### Otros

#### Memorias

Sepultura de Tove Jansson en el cementerio de Hietaniemi (Helsinki).

- 1968: Bildhuggarens dotter (libro de historias cortas de contenido autobiográfico);
- 1993: Anteckningar från en ö (ilustrado por su pareja Tuulikki Pietilä).

#### Novelas
- 1972: Sommarboken;
- 1974: Solstaden;
- 1982: Den ärliga bedragaren;
- 1984: Stenåkern.

#### Colecciones de historias breves
- 1971: Lyssnerskan;
- 1978: Dockskåpet och andra berättelser;
- 1987: Resa med lätt bagage;
- 1989: Rent spel;
- 1991: Brev från Klara och andra berättelser;
- 1998: Meddelande. Noveller i urval 1971-1997.

#### Libros de ilustraciones
- 1933: Sara och Pelle och neckens bläckfiskar (bajo el seudónimo Vera Haij);

### Obra traducida al español
Traducidos al español se han editado seis de los libros de los Mumin, todos ellos con las ilustraciones originales de la misma Tove Jansson:
- Trollkarlens hatt:
  - La familia Mumin. trad. María Luisa Borrás. Barcelona: Noguer. 1967. p. 193. ISBN 84-279-3312-6. 
  - El sombrero del mago. trad. Peter Wessel. Madrid: Siruela. 2006. p. 152. ISBN 84-7844-255-3.
- Muminpappans memoarer:
  - Las memorias de Papá Mumin. trad. Leopoldo Rodríguez Regueira (5ª edición). Madrid: Alfaguara. 1992. p. 198. ISBN 84-204-3127-3. 
  - Las memorias de Papá Mumin. trad. Peter Wessel. Madrid: Siruela. 2006. p. 170. ISBN 978-84-9841-100-3.
- Farlig midsommar:
  - Una noche de San Juan bastante loca. trad. Leopoldo Rodríguez Regueira (4ª edición). Madrid: Alfaguara. 1986. p. 168. ISBN 84-204-3125-7. 
  - Una loca noche de San Juan. trad. Mayte Giménez y Pontus Sánchez. Madrid: Siruela. 2008. p. 145. ISBN 978-84-9841-191-1.
- Trollvinter:
  - La familia Mumin en invierno. trad. Manuel Bartolomé. Barcelona: Noguer. 1976. p. 159. ISBN 84-279-3320-7. 
  - La familia Mumin en invierno. trad. Mayte Giménez y Pontus Sánchez. Madrid: Siruela. 2009. p. 132. ISBN 978-84-9841-275-8.
- Kometen kommer:
  - La llegada del cometa. trad. Leopoldo Rodríguez Regueira (5ª edición). Madrid: Alfaguara. 1988. p. 158. ISBN 84-204-3126-5. 
  - La llegada del cometa. trad. Peter Wessel. Madrid: Siruela. 2006. p. 160. ISBN 84-7844-979-5.
- Det osynliga barnet och andra berättelser:
  - La niña invisible. trad. Leopoldo Rodríguez Regueira. Madrid: Alfaguara. 1988. p. 184. ISBN 84-204-3128-1.
- Moomin, The Complete Tove Jansson Comic Strip, Book One:
  - Mumin la colección completa de cómics de Tove Jansson (Contenido: 1. Mumin y los bandoleros 2. Mumin y la vida familiar 3. Mumin en la Riviera 4. La isla desierta de Mumin). trad. Elena Martí Segarra. Barcelona: Coco Books. 2014. p. 96. ISBN 978-84-941652-5-2.
- Moominvalley turns jungle:
  -  El valle de los Mumin se transforma en una selva. trad. Elena Martí Segarra. Barcelona: Coco Books. 2014. p. 40. ISBN 978-84-941652-7-6.
- Hur gick det sen? Boken om Mymlan, Mumintrollet och lilla My:
  -  El pequeño trol Mumin, Mymbla y la pequeña My. trad. Jordi Llavina. Barcelona: Coco Books. 2014. p. 36. ISBN 978-84-942766-3-7.

Y además:
- Sommarboken:
  - El libro del verano. trad. Jesús Pardo. Madrid: Siruela. 1996. Reeditado en 2021 con traducción de Carmen Montes Cano, editorial Minúscula

## Premios y homenajes

### Premios culturales y literarios
Los libros de los Mumin de Jansson, escritos originalmente en sueco, han sido traducidos a otros 33 idiomas. Tras el Kalevala y la literatura de Mika Waltari, son los trabajos más traducidos y extendidos de la literatura finlandesa. Este éxito permitió que en 1966 Tove Jansson ganara la medalla de oro del Premio Hans Christian Andersen por la contribución a la literatura infantil del conjunto de su obra. Además, a lo largo de su vida, recibió otros premios y reconocimientos literarios y culturales:
- Premio Literario del Estado (1963, 1971 y 1982);[4]
- Medalla Pro Finlandia (1976);[4]
- Premio Honorario de la Fundación Cultural Sueca (1983);[9]
- Premio Cultural Finlandés (1990);[9]
- Premio Selma Lagerlöf (1992);[9]
- Premio de las Artes de Finlandia (1993);[9]
- Mercuri International Pronssiomena (1994);[9]
- Premio de la Academia Sueca (1994);[9]
- Premio Cultural Honorario de la American-Scandinavian Foundation (1996);[9]
- Premio Kirjallisuussäätiön de WSOY (1999);[9]
- Le Prix de l'Office Chrétien du Livre.[9]

En 2014, se emitió una moneda conmemorativa de 2 Euros como homenaje.

### Homenajes diversos y herencia cultural

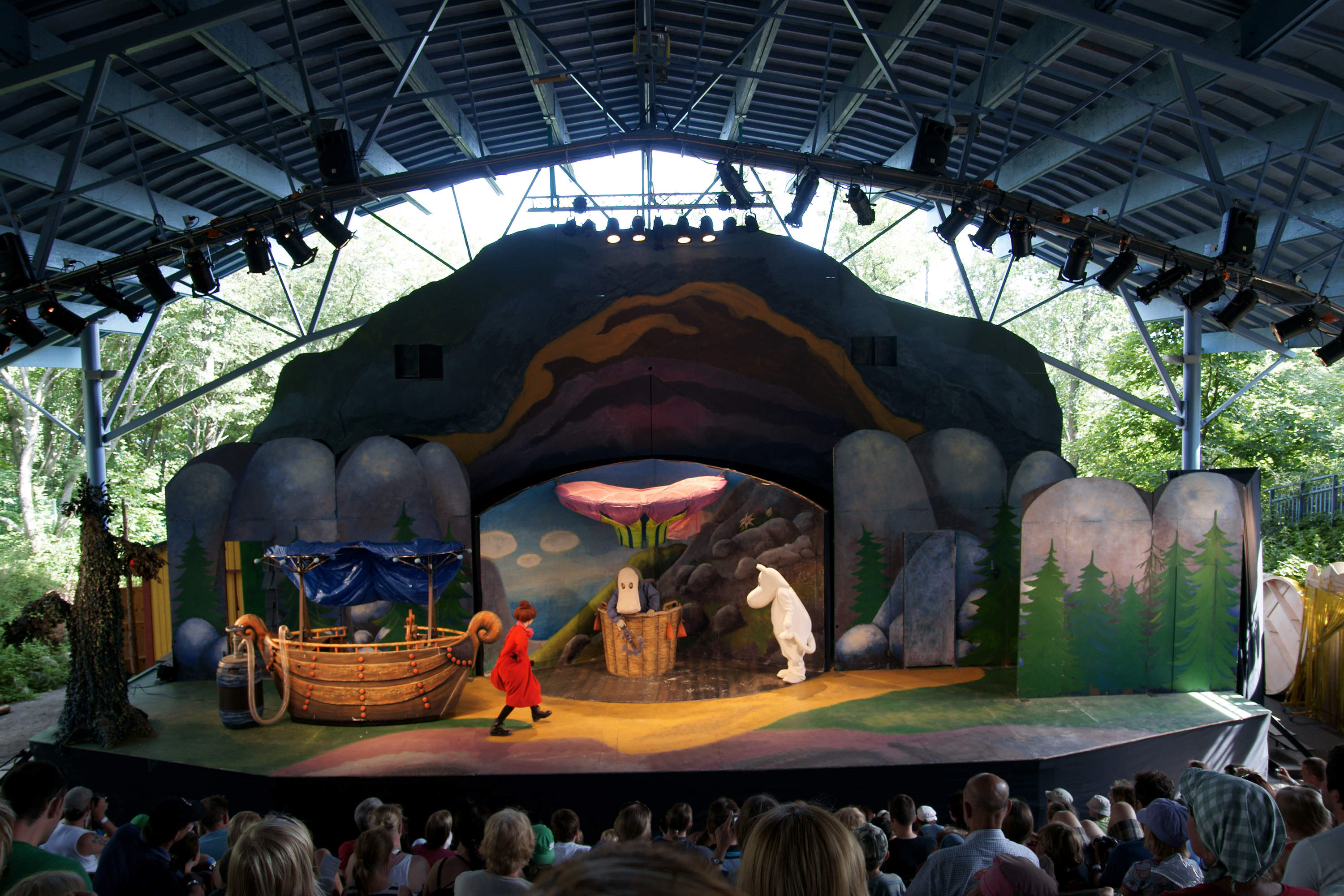
Representación teatral en el parque temático de Mundo Mumin, en Naantali (Finlandia).

El Museo Mumin en Tampere muestra gran parte del trabajo de Jansson sobre los Mumin: ilustraciones originales y los modelos tallados a mano. Su antítesis es el parque temático llamado Mundo Mumin, en Naantali, con muchas similitudes con Disneylandia, y que se ha convertido en uno de los lugares preferidos por los turistas extranjeros que visitan Finlandia. El boom de los Mumin, y el Mundo Mumin como su máxima expresión, fue muy criticado por haber creado una gran cultura de consumo en torno a estos personajes. Los amigos de Tove Jansson y muchos forofos de los Mumin comentaron que el comercio estaba banalizando la filosofía original de los Mumin, basada en el ocio en familia. 
Tove Jansson ha sido seleccionada como motivo principal para la emisión conmemorativa de una moneda de plata de 10 € (Finlandia, 2004). Su cara muestra una combinación del rostro de Tove Jansson con varios objetos: el horizonte, una paleta de pintor, una luna creciente y un velero. En su cruz aparecen tres personajes de los Mumin. En 2014, Finlandia emitió una moneda conmemorativa de 2€ para celebrar el centenario de su nacimiento.